# بروژ، ژیروند
بروژ، ژیروند (به فرانسوی: Bruges) یک کمون در فرانسه است که در canton of Le Bouscat واقع شده‌است.

## خصوصیات
بروژ ۱۴٫۲۲ کیلومترمربع مساحت و ۱۴٬۰۵۸ نفر جمعیت دارد و ۱۰ متر بالاتر از سطح دریا واقع شده‌است.